# Quinta Steenbergen
Quinta Steenbergen (ur. 2 kwietnia 1985 w Amsterdamie) – holenderska siatkarka grająca na pozycji środkowej. Od grudnia 2016 roku występuje w drużynie VC Sneek.

## Sukcesy klubowe
Mistrzostwo Holandii:
- 2004, 2008
- 2011

Puchar Holandii:
- 2005, 2017

Mistrzostwo Francji:
- 2009

Puchar Challenge:
- 2012

Mistrzostwo Azerbejdżanu:
- 2015
- 2012

Puchar Niemiec:
- 2013

Mistrzostwo Niemiec:
- 2013

Puchar Czech:
- 2014, 2016

Mistrzostwo Czech:
- 2014, 2016

## Sukcesy reprezentacyjne
Puchar Piemontu:
- 2010

Volley Masters Montreux:
- 2015

Mistrzostwa Europy:
- 2015

Grand Prix:
- 2016